# Евфорб
Евфо́рб (грец. Euphorbos) — син Пантооса; під Троєю поранив Патрокла; Евфорба вбив Менелай. Посилаючись на одне старогрецьке джерело, Піфагор твердив, нібито раніше він був Евфорбом.